# 부녀자 그녀
부녀자 그녀(腐女子彼女, 카노조 후조시)는 1100만 페이지뷰를 기록하는 동명의 인기 블로그를 원작으로 한 펜타부의 일본 라이트 노벨 2권 시리즈이다. 신바 리제의 만화 각색은 2007년에 연재를 시작했으며 엔터브레인에서 B's LOG Comic 각인으로 출판되었다. 2009년에는 "My Geeky Girlfriend"를 국제 영어 제목으로 한 영화가 출판되었다. 라이트 노벨과 만화 모두 옌 프레스에서 출시 라이선스를 받았다.

## 스토리 개요
이 이야기는 대학생이 2살 연상의 예쁜 여자와 사랑에 빠지고 아르바이트를 하다가 자신의 여자친구가 열혈 야오이 팬이라는 사실을 알게 되면서 겪게 되는 불행한 일들이 생겨 고통이 시작되는 그린 작품이다.

## 미디어

### 소설
소설에는 2005년부터 2007년까지 같은 이름을 가진 블로그의 블로그 항목이 포함되어 있다.

## 만화
2007년 12월, 엔터브레인은 B's LOG Comics 임프린트에서 신바 리제가 제작한 만화 각색의 첫 번째 볼륨을 출판했다. 제4권은 2009년 4월에 발매되었다. 이 만화는 중국어, 독일어, 영어, 프랑스어로 번역되었다. 독일에서는 아키하바라 쇼조(Akihabara Shōjo)로 출판된다.

## 영화
실사 영화는 2009년 5월 일본 극장에서 개봉되었다. 감독은 카네시게 아츠시, 각본은 카츠라기 에이이가 맡았다.